# スポーツドリンク
スポーツドリンクは、清涼飲料水の一種で、運動や日常生活などでの発汗によって体から失われた水分やミネラルを効率良く補給することを目的とした飲料。脱水症状の回復や、炎天下のスポーツにおける熱中症防止などの目的で飲まれる。
近年ではスポーツ飲料と呼ばれることがある。日本のメディアでは、日常生活の熱中症対策としてスポーツドリンクを勧めていることが多い。

## 概要
これらの飲料は、効率良く水分を補給させ、なおかつ体に負担を掛けないように考慮されているほか、スポーツの際に失われがちなカリウムイオンやナトリウムイオンといった電解質やマグネシウム・カルシウムといったミネラル分を含んでいる。また体液に近い浸透圧で胃腸に負担を掛けないよう配慮され、運動時に筋肉中に蓄積される乳酸の分解を助け回復を促すとされるクエン酸や、いわゆる疲労回復の際に最も効率の良いエネルギー源であるブドウ糖やショ糖を含んでいる。近年は、各種アミノ酸類やビタミン類を添加した様々な物が多数出回っているが、解糖系や糖新生との関連で一般に議論されることはほとんどない。
その性質から、風邪などの体調不良の際にも水代わりに摂取されることも多く、またシチュエーション（例：各種スポーツ競技や野外での重労働）で大量に消費することもあるため、消費者が家庭や職場・学校などで大量に作ることができるよう、規定量の水で希釈することを目的として粉末の形で売られているものもある。

## 種類
スポーツドリンクには大きく分けて2種類があり、それがアイソトニック飲料とハイポトニック飲料である。両者の大きな違いは浸透圧にある。

### アイソトニック飲料
アイソトニックとは「等張液」を意味し、スポーツドリンクにおけるアイソトニック飲料は、ヒトの安静時の体液と同じ濃度・浸透圧の飲料というものである。炭水化物（糖質）が約4〜6%含まれており、体液に近い浸透圧なので水分・糖分・塩分がバランスよく吸収される。しかし発汗により体液が失われると吸収速度が落ちるので、運動前や後に飲むのがよい。市販されているスポーツドリンクの多くはアイソトニック飲料にあたる。

### ハイポトニック飲料
ハイポトニックとは「低張液」を意味し、ハイポトニック飲料とはナトリウムや糖質の濃度が低めでヒトの安静時の体液よりも低い浸透圧の飲料のことである。含まれる炭水化物（糖質）は2%前後で、経口補水液に近い濃度である。運動による発汗で体液が失われている状況においては水分が腸管で速く吸収されるので、運動中の水分補給に向いている。
経口補水液の場合は、糖質はハイポトニック飲料とは同程度であるが、ナトリウムの含有量がスポーツドリンクよりも多い。スポーツドリンクは100mLあたりナトリウムが40〜50mg程度であるが、大塚製薬のOS-1は115mg。

## 取り扱い
この飲料は、効率良く水分補給と共に、大量発汗によって崩れやすいイオンバランスを保ち、ミネラル分を補給する効果がある。しかしその反面、スポーツや重労働時などにおける発汗を想定しているため、一般の消費者が往々にして過剰な期待を抱いて、大量に飲用した場合に、問題を起こすこともある。これらの飲料は（全ての機能性食品や機能性飲料・医薬品類にも言えることだが）大量に飲めば、それだけ健康になるというものではない。
一部には、ミネラル補給と称してこれら飲料を多量に飲む向きもあるが、ミネラル以外も大量に摂取するため、バランス良く体外に排出されてしまう。

### 飲み方
スポーツドリンクの中でも、粉末・ラミネートパック入りで売られている物には、1リットルの容量を持つビニール・ボトル（スクイーズ・ボトル）が付属している物がある。また一般的なスポーツドリンクで多いアイソトニックでは、運動中の甘味閾値の低下により物凄く甘く感じて、結果的に摂取量が減る為に、5割程度薄めに希釈したハイポトニックと呼ばれる状態にした方が口当たりが良く摂取量が増える研究結果が出ている。
また、胃から小腸への移動はアイソトニックもハイポトニックも同等であるものの、小腸での吸収はハイポトニックの方が良く、その理由としてよく浸透圧が低いからと説明されるが、正確には、水分の吸収時に作用している共輸送系が、"最も有効に働く電解質と糖の比率" にアイソトニックより近い為（更にこの比率に近いのが経口補水液であり、電解質である塩分の濃度が高い）であり、そもそも腸管での水分の吸収の際には、どんな組成の溶液を飲んでも体液と同じ浸透圧に調整されてから吸収される。
水分補給の観点から優れているが、含まれる糖分は半分なので比較すれば当然薄い訳であり、運動中の栄養補給の観点では、元々アイソトニックで想定されている運動中の糖分補給の能力も半分になっているので、別途で糖分補給を考慮することが望ましく、その時の用途を想定した補給食品も存在する。
なお、電解質の量はアイソトニックもハイポトニックも同程度となるが、これは上記した "最も有効に働く電解質と糖の比率" に近くする為であり、スポーツドリンクを薄めて、薄まった塩分の為に塩を足すレシピがハイポトニックを自作する為のレシピとして散見される理由である。
最も効果的な使用法は、運動中や作業中は身近に置いて、喉が渇く前から少量ずつこまめに飲む方法である。ちなみにスポーツ開始直前（スポーツ中は、運動強度にもよるが、基本的には糖分は筋で消費される）に大量の糖分を摂取すると、筋で消費されない糖分の為に血中糖度が上がり、それを下げるためにインスリンが大量消費されて血糖値が低下する。この状態でスポーツを開始すると容易に低血糖状態になり、これをインスリンショックと言う。
そしてスポーツをしないのに大量の糖分摂取をした場合もインスリンが分泌されるが、不要にこれを繰り返しそれが長期に渡る場合にインスリンの分泌機能が低下して血糖値を下げられず高血糖状態が続き、それを薄めようと喉が渇いて水分摂取が増え、この時にまたスポーツドリンクなどの糖度が高い飲料を飲んだ場合に、上記したことがくりかえされて悪循環が起きる。これはペットボトル症候群と呼ばれる状態である。
急激かつ大量に甘いスポーツドリンクを摂取するのは、運動の最中以外はリスクが大きい。スポーツドリンクとは名前の通り、スポーツ時の飲用を想定して創られたものであり、それ以外の時に飲む場合には、その飲料の電解質（塩分）と糖分の含有量と、その時の自分の体の体液の状態を考慮して、適切に飲用することが望ましい。

### 飲み過ぎ注意
糖度が高いスポーツドリンクは多いが、その中でもペットボトル入りスポーツドリンクの場合、炭酸飲料よりも糖分が多量に含まれている商品もある。これらを飲みすぎること、家庭内など運動していない状態で、飲料水の代わりに飲むことは勧められない。
一部の親は、子供に炭酸飲料を与えすぎるのは健康に悪いとは知っているものの、同様の理由でスポーツドリンクを与え過ぎてもいけないことを知らない場合がある。ただ、水だけを飲みすぎると体内の塩分濃度が薄まるだけでなく、尿としても水分やカリウムが排出されてしまい、むしろ脱水症状を引き起こす場合すらあるので、適度な塩分や電解質の補給も必要である。
日本では、マスメディア等で熱中症対策としてスポーツドリンクの飲用が挙げられているが、日常生活においてこれらの飲料を飲料水代わりに多量に摂取した場合は、俗に「ペットボトル症候群」と呼ばれる、急性の糖尿病に陥る危険性が高い。この場合、昏倒することもあり、すぐに専門医の治療を受ければ問題ないが、放置すると死亡してしまう。スポーツの際に飲む分には、糖分を補給したそばから消費していくので問題は無いが、健康な人間が日常的に飲み過ぎるのは芳しくない。たとえ糖尿病にならなくても、スポーツドリンクに限らず糖分が含まれているソフトドリンクは、世界保健機関により虫歯と肥満の関連が指摘されている。
また乳幼児の場合には、一般的な製品のスポーツドリンクでは、ナトリウム不足から水中毒や多飲により、乳幼児がビタミンB1欠乏症を発症する事例が報告されている。
医療用の経口補水塩や乳幼児用として調製された飲料も、薬局・ドラッグストアでも販売されており、こと乳幼児に対しては、専用の製品を与えるべきである。また熱中症対策では、基本的に水分とナトリウムイオン（塩化ナトリウム水溶液に含まれる）が必要となるが、基本的に市販のスポーツドリンクは口当たりをよくするためなどの理由から、ナトリウムイオンが必要量を下回っている製品もあるため、産業医科大学の堀江正知教授は「熱中症予防のために飲料で摂取すべきはカリウム、カルシウムなどではなくナトリウム」としており、製品によってまちまちな成分の違いにも注意を払う必要も見出される。

### 経口補水液との比較
下痢や嘔吐によって失われる水分の組成はスポーツによる発汗のそれとは異なる。またスポーツドリンクは嗜好飲料であるため、病者用等の経口補水液と比べて糖分・カロリーが多く、ナトリウム・カリウム（いわゆる電解質）が少なく、浸透圧が高い。胃腸炎の際の水分補給としてスポーツドリンクを使用するのは、他の飲料よりは比較的有効であるが、あくまで経口補水液が手に入らない場合に限るべきである。

### 甘くないスポーツドリンク
近年では人工甘味料を使って、カロリーが低い物も発売されているが、こちらは日常的に飲むのに適している反面、スポーツ時における飲用では、従来のスポーツドリンクが持っていた、運動時における疲労回復の効果が十分見込めない場合がある。従来の糖分を含んだスポーツドリンクでは、酸味の元であるクエン酸がグルコースの醗酵物である乳酸の分解を助け、糖などの炭水化物がグリコーゲン合成に消費され、再び運動できる体力を回復させるが、カロリーの低いスポーツドリンクでは、その効果が見込めない。
また小腸の粘膜上皮の管腔側にはNa+/グルコース共輸送体が存在し、グルコースとの共輸送によりNa+が吸収され、それによって生じた浸透圧勾配に伴い水が受動的に吸収される。すなわち、スポーツドリンクにグルコースが含まれているのは、水分をより素早く吸収させる役割がある。人工甘味料にはこのような効果はない。
しかしダイエット目的の有酸素運動の際には、カロリー摂取したくないこともあるかもしれない。このような場合、ショ糖（一般的に云う所の砂糖）を含む製品ではなく、果糖のみを使った製品の方が、脂肪燃焼を促し運動を効率的に行うことを可能にするという学説もあり、甘味料として果糖のみを用いた製品も存在する。あるいは脂肪燃焼効果を謳うアミノ酸等を添加されたものも市販されている。しかしながらいずれもコントロールされた研究結果に基づいた科学的根拠が提示されているとは言い難く、実際に体脂肪を選択的に低下させるような「効能効果」が存在するとは言い難い。

### 施設保護との関係
日本サッカー協会（JFA）では、1988年の通達で、日本国内で行われるサッカーの試合において試合中に水以外の飲料を飲むことを禁止している。これは選手がスポーツドリンクを競技場にこぼすことで、糖分が芝生や（陸上競技兼用の競技場における）全天候型トラックなどを痛めたり汚染する可能性があるとされたためである。
2011年に入りこれを緩和すべきではないかとの議論が起こり、同年5月のJFA理事会で規制緩和の方針が協議され、基本的にはスポーツドリンクを解禁する方針が出されたものの、最終的な判断は「競技場の管理規則による」とされた。実際現在も競技場のローカルルールで「スポーツドリンク持ち込み禁止」をうたうところは少なくないため、試合中に水以外の飲料が飲めない状況が一部の競技場では続くことになる。

### アルコール吸収との関係
"スポーツドリンクと一緒にアルコール飲料を飲むと早く酔う"という噂が一部で流布しているが、これは正しくない。むしろアルコールには利尿作用やエタノール分解の水分利用などによる脱水作用があるので、二日酔い防止のためなどには水分補給が大切であり、スポーツドリンクは飲料として適している。

## 歴史
1960年代中頃、アメリカではアメリカンフットボール選手の発汗による脱水症状や熱中症による死亡者は、年間平均で20名近く発生していた。これら競技の選手は、頑丈なプロテクターを装着して運動するため、練習中は実に約2.5リットルからそれ以上の発汗が起きるとされる。しかし当時のスポーツコーチの大半はこの様な医学知識が知られておらず、厳しいトレーニングによる負荷を乗り越えさせることこそが強い選手を生むと信じられていた。
またこれと前後して、ダムやプラントの建設現場の炎天下で作業していた作業員が相次いで倒れる問題が発生している。労働の現場では、作業員達は脱水症状を防ぐため、自由に水を飲むことが許されていたはずであるにもかかわらず、このような事故が発生したわけで、調査と研究が行われることになった。これによって、暑さから水を飲み過ぎ、体内の塩分濃度が薄まった上に尿としても体外に排出されてしまったことで、体内のナトリウムイオンとカリウムイオン等の電解質バランスが崩れてしまうという人体のメカニズムが明らかにされた。
この問題に対して、医師は塩の錠剤を支給し、作業員達は水を一定量飲む毎に塩の錠剤を服用することで、事態の収拾を見ることになった（実は製鉄所やボイラー室など、高温の場所で働く労働者の間では、かなり昔から水分と一緒に塩分を摂ることの必要性が、経験上から知られていた）。
生化学の分野で、次第に全身の細胞が持つ、浸透圧やイオンチャネル、イオンポンプの働きが解明されると、一般にも広く「バランスが大事」という思想が広がり、そこからスポーツ時や炎天下での水分補給と並んで、イオンバランスの問題や、ミネラル補給の重要性が認識されるようになった。しかし上記のように、未だに競技場での飲料が禁止されているなどの矛盾が生じている。

### スポーツドリンクの登場
1960年代、旧来のスポーツ活動における根性論によって脱水症状や熱中症による死亡者を出した反省から、アメリカンフットボールチーム「フロリダゲーターズ」とフロリダ大学泌尿器科専門医ロバート・ゲートの研究開発によって誕生したゲーターレードを草分けとして、世界各国でスポーツと水分補給やミネラル類補給の重要性が認識されてきた。
日本では、1980年に大塚製薬が発売したポカリスエットが最初とされる。武田食品工業のスポーツドリンク・タケダも同年の発売である。ゲータレード等ライセンス生産はそれ以前から行われている。同社のポカリスエット開発経緯によれば、日本国外へ出張中に下痢による脱水症状に苦しんだ社員が現地の医師の診察を受けたところ、水分補給するように奨められたものの、その地域では飲み物が得にくかった上に、当時の市販飲料は甘いソフトドリンク類や炭酸飲料ばかりであったため「水分補給に特化した製品を」と考えたのが開発理由であるという。製薬会社である大塚製薬でも製造・販売していた点滴静脈注射によって水分・電解質と栄養の補給を行うための輸液用製剤が開発の基礎となっているが、これは長時間の手術で疲れた医師の中に輸液を飲む者がいたことに由来する。
なお、まだこの時代には「スポーツ中に水分を取らない」という経験論が罷り通り、当初は「スポーツドリンク」という概念も理解されず普及が進まなかったが、やがて主としてスポーツ医学の観点から運動中の水分補給の重要性、水分補給を軽視することの危険性が指摘されるようになったことで売上げを伸ばし、競合する様々な製品も含めてスポーツドリンクの市場が形成されていった。
当初は吸収力を売りにしたアイソトニック飲料が中心だったが、近年ではエルゴジェニックエイド（運動成績にプラスの効果をもたらす物質や薬剤）あるいはサプリメントとしての付加価値へと評価軸が変化している。

## 代表的なブランド
日本では2022年時点で、アクエリアスブランドの商品だけで国内シェアの43.7%を占めており、上位3ブランドのアクエリアス・ポカリスエット（28.1%）・DAKARA（19.6%）の合計で91.4%となる。

### アイソトニック飲料
成分表示で炭水化物が100mlあたり4〜6g程度かどうかで判別できる。アイソトニック飲料は運動中ではなく運動前後に飲用するのが適切である。
- アクエリアス、パワーエイド（コカ・コーラ）
- ポカリスエット、アミノバリュー（大塚製薬）
- DAKARA（サントリーフーズ）
- KIRIN LOVES SPORTS（キリンビバレッジ）
- スポーツウォーター（ポッカサッポロフード&ビバレッジ）
- miu スポーツアップ（ダイドードリンコ）
- セーフガード（チェリオ）
- ライクエナジー（宮崎県農協果汁）
- ミネラルアクア、すっきりアクア（ピジョン） - 乳幼児用イオン飲料
- ビーンスターク ポカリスエット（雪印ビーンスターク） - 乳幼児用イオン飲料

### ハイポトニック飲料
成分表示で炭水化物が100mlあたり2g前後かどうかで判別できる。ハイポトニック飲料は運動中に飲用するのが適切である。
- アクエリアス ゼロ（コカ・コーラ）
- ポカリスエットイオンウォーター（大塚製薬）
- ポストニックウォーター（サンガリア）
- SUPER H2O（アサヒ飲料） - F1レーサーの佐藤琢磨との共同開発。
- ヘルシアウォーター（花王・キリン）
- 熱中対策水（赤穂化成） - 塩化ナトリウム（自社製品「赤穂の天塩」を使用）の含有量が他社製品より多い。
- アクアライト（和光堂） - 日本で最初の乳幼児用イオン飲料。1986年発売。

ゼリー・粉末タイプは以下の通り。
- アミノバイタルウォーター（味の素）
- エキストラハイポトニックドリンク（江崎グリコ）
- メダリスト（アリスト）
- スカイウォーター（クラシエフーズ）
- ウォーターメイト（名糖産業）
- ニュートリートウォーター（ニュートリー）
- PGウォーター（テルモ）
- イオンチャージinウォーター（メロディアン）

### 過去に発売されていたブランド
アートコーヒー
- アイソトニックドリンク
- アイソトニック350

アサヒ飲料・朝日麦酒・アサヒビール飲料
- EAU+（オープラス） - 発売当初、飲み過ぎると人工甘味料（エリスリトール）の影響によりお腹が緩くなると報道され、一時回収された。中田英寿がCMに出演していた。
- EAU+V（オープラスV） - 上記製品の処方改良品（ビタミン強化・エリスリトール不使用）。
- nice One（ナイスワン） - エネルギー補給飲料。エネルギー源として、エネルギーになりやすいマルトデキストリンを使用。
- SWITCH（スウィッチ） - 上記2製品を一本化した製品。エリスリトールは使用せず、甘味料にはあえて砂糖を使用。中田英寿がCMに出演していた。
- プリップス - ポカリスエットに対抗すべく、当初スウェーデンオリンピック委員会の公認を受け、アサヒビールと旭化成と系列企業の旭フーズとで共同開発される。CMにはスウェーデン出身のテニスプレイヤー、ステファン・エドバーグなどが出演していた。
- NOVAブラザーズ スポーツコーヒー
- NOVAブラザーズ スポーツティ
- アクアV
- プロテインスポーツ
- PF21 - プロテイン飲料。
- コンセプトサン - 酢系飲料。
- チャージ - 上記製品の改良品。
- アミノダイエット - カロリー0設計のアミノ酸飲料。
- アミノビタミンダイエット - 上記製品にビタミンCを追加処方した製品。

味の素
- TERRA
- ウォーターチャージ
- アミノバイタル ウォーター
- アミノバイタル ウォーターチャージ
- アミノバイタル スマートエクササイズ
- アクアバランス

伊藤園
- WELLSスーパーマラソンA
- アロハメイド ハワイアンスポーツ

江崎グリコ
- カプリソーネスポーツドリンク

ヱスビー食品
- S&Bドリンク 翼スポーツドリンク

エビオス薬品工業
- スポルツ

大塚製薬
- ポカリスエット ステビア
- ホットポー - ホット用粉末タイプ。

カナダドライ
- アクアトニック

カルピス食品工業
- KIKIスポーツドリンク
- スポーティー
- カピーホワイト
- テラ - 味の素からの導入品。
- みんなのたあ坊スポーツドリンク
- コンクのスポーツドリンク
- エア
- サポーター
- X-STYLE WATER
- アミノバイタル ウォーターチャージ - 味の素の商品をライセンス生産。
- アミノバイタル ハイポトニックチャージ
- アミノバイタル ボディリフレッシュ
- アミノカルピス
- カルピスオアシス

カゴメ
- スポルトップ

カネボウ・カネボウ食品
- XL-1（エクセルワン） - ノルウェーのメーカーの商品をライセンス生産。低浸透圧のハイポトニック飲料。
- ジョグアップ
- トライアル-1
- リフレッシュウォーター 横浜ベイスターズ
- ベルミー マリンウォーター
- フルフル スポーツドリンク
- カッコイイ・プラス
- カッコイイ・ダイエット
- カッコイイ・エネルギー
- スポーツウォーターNa
- スポーツウォーターC
- アミノサプリ パウダー - キリンビバレッジの商品をライセンス生産。

川口物産
- カピートフルタイムスポーツドリンク

キユーピー
- キユーピー ベビー飲料 赤ちゃんのためのアイソトニック飲料
- キユーピー やさしい献立 ゼリー飲料 アイソトニック

キリンビール・キリンビバレッジ・キリンレモンサービス
- サーフブレイク
- ポストウォーター
- クォーター
- スピード
- 903
- SONiQ
- Z7
- 激流 - ハイポトニック飲料

キャドバリービバレッジ
- アクアトニック レモン

JR九州
- スポーツドリンク
- はちみつスポーツレモン

クールエンタープライズ
- クール

合同酒精
- スポーツ

サッポロビール・サッポロビール飲料・サッポロ飲料
- スポーツドリンク勝利
- PRORUSSI
- 勝利TRIUMPH
- イオンチャージウォーター

佐藤製薬
- イノセアアイソドリンク

三協乳業
- スポーツドリンク

サントリー
- NCAA - 左記団体との公式ライセンス商品。
- 熱血飲料
- J. WATER
- Jリーグカーン
- 燃焼系アミノ式
- やさすい
- ナチュライ

資生堂
- スポーツドリンク500C

ゼリア新薬工業
- ヘルサンスポーツ【医薬部外品】 - 栄養ドリンクでもある。

全国農協直販
- スポーツドリンク

大同薬品工業・ダイドードリンコ
- スポーツエネルギー
- スポエネ
- C1000ウォーター500
- D SPORTs MIU
- MIU sporto
- MIU SPORTS WATER
- スポルタセブン
- スピードアスリート
- miu プラス スポーツ ブルーオアシス

JR東日本
- 大清水スポーツドリンク

大洋漁業
- ホエールズドリンク スポーツ飲料

タカキベーカリー
- スポーツドリンク

宝酒造
- 自然派スポーツドリンク サーチ
- PADI

武田薬品工業・武田食品工業・ハウスウェルネスフーズ
- スポーツドリンク・タケダ - 炭酸入り
- タケダスポーツドリンク
- C1000タケダ スポーツ
- からだ浸透補水液
- Newからだ浸透補水液 - 商品名に「補水液」を銘打っているが、ハイポトニック飲料とも明記されているのでむしろスポーツドリンクに近い商品であると考えられる。塩化ナトリウムの代わりに室戸海洋深層水を使用している。

東洋テルミー
- ヘルスカップ

長野トマト
- ロックリバースポーツドリンク

西松屋
- イオン飲料

日清通商・日清ブルーマウンテン
- ザ・ソウルウォーター
- タッチダウン

日清製油
- フルビーナ

日綿実業
- チャージャー

日本コカ・コーラ
- アクエリアス イオシス - 低カロリー設計。終売後暫くは「アクエリアス」の処方改良により対応していたが、長年を経てカロリーゼロ設計の「アクエリアス ゼロ」が発売された。
- アクエリアス ネオ - アクエリアスの改良品。更なる処方改良により、再び「アクエリアス」に戻る。
- アクエリアス マックス
- Hi-Cスポーツドリンク
- アクエリアス フリースタイル - 炭酸入り。
- ウインターアクエリアス - ホット専用

日本サンガリアベバレッジカンパニー
- アイソトニックドリンク
- フリースランド
- 無味 - 上述の「甘くないスポーツドリンク」。
- ポストアミノ1200
- 氷晶ポストニックアミノ

日本たばこ産業
- トリム
- n（エヌ）

日本ペプシコ・日本ペプシコーラ
- トライマックス
- ウィルソンスポーツドリンク
- ウィルソン プロギア

ボトルサーフ
- ボルトスポーツドリンク

原田産業
- ゼロの時間
- ゼロの時間 NEXT

ピジョン
- イオン飲料 - 「ミネラルアクア」へ継承（但し、顆粒は継承されずに終売）。
- イオン飲料 ハッピーライト - 「すっきりアクア」へ継承。

藤沢薬品工業
- 気配館 スポーツドリンク - 同社清涼飲料事業の日本コカ・コーラへの譲渡により終売。

不二家
- エナジーエード - スポーツ飲料と銘打ち1973年に発売。
- エナジーA

プリマハム
- アロエスポーツベラ190

宝積飲料
- スポーツCドリンク
- スポリカ

ポッカレモン・ポッカコーポレーション
- スポーツドリンクC
- F1グランプリ
- レイトンF1
- ウェッツ
- 維力
- 維力スポーツ
- C-350レモン
- ウェッツ
- エネルヴィット
- アミノレモン
- ザバス スポーツウォーター（ポッカサッポロフード&ビバレッジ 明治からのライセンス）
- JOYサポート（ポッカサッポロフード&ビバレッジ）

丸善食品工業
- スポーツドリンク

三井農林
- アスリート インターバルドリンク

明治製菓・明治乳業
- スーパースイング
- アクタス
- ウォークマン スポーツテイスト
- スポーション
- スポーツ麦茶
- アスレティック
- サンシャワー
- ザバス アクア プロテインウォーター
- ザバスウォーター
- ザバス ウォーターエクスプレス - パウダー入りパウチパックに水を入れ、溶かして飲む新形態。

明治屋
- Myワールドビッグテニス
- Myスポーツドリンク、Myスポーツドリンク ラグビー

森永製菓
- グットC
- まんまのまんま
- サポート50アーモンドポタージュ
- サンキストスポーツ
- サンキスト ゲット
- サンキスト フィットネスクラブレモネード
- サンキスト フィットネスレモン
- サンキスト リフレッシュウォーター
- スポルティーボ
- スポーツC500

森永乳業
- アクアサーナ - 乳幼児用イオン飲料。上記「アクアライト」（和光堂）とほぼ同時期に発売された。下記製品へ継承。
- 森永ベビー飲料 イオン飲料
- トロピココ - 果汁（ココナッツウォーター）60%含有。塩化ナトリウムを含まない（ナトリウム分はココナッツウォーター由来）。広告では「ナチュラルスポーツドリンク」を銘打っている。
- ピクニック (飲料)ピクニック スポーツドリンク

ヤクルト
- ストライカー
- ソーピード - 水泳選手イアン・ソープとの共同開発。ネーミング由来はイアン・ソープの愛称から。

山崎製パン
- ブリザード - むしろ栄養ドリンクに近い説もある。

UCC上島珈琲
- ロッセラドリンク
- エグゼ
- フィットネスペップ
- オリンピア
- XAQUA（ザクア）

雪印食品・雪印乳業
- ヘルッシュV
- アクタス
- ゲータロード

ロッテ
- クイックエンチ
- スポルディング

ダイオーズ
- デラウォーター